# Entoloma caccabus
Entoloma caccabus (Kühner) Noordel. – gatunek grzyba z rodziny dzwonkówkowatych (Entolomataceae).

## Systematyka i nazewnictwo
Pozycja w klasyfikacji według Index Fungorum: Entoloma, Entolomataceae, Agaricales, Agaricomycetidae, Agaricomycetes, Agaricomycotina, Basidiomycota, Fungi.
Po raz pierwszy gatunek ten opisał w 1954 r. Robert Kühner, nadając mu nazwę Rhodocollybus caccadus. W 1982 r. Machiel Evert Noordeloos przeniósł go do rodzaju Entoloma. Synonimy:
- Eccilia bisporigera P.D. Orton 1969
- Eccilia paludicola P.D. Orton 1960
- Entoloma bisporigerum (P.D. Orton) Noordel. 1979
- Entoloma caccabus var. bisporigerum (P.D. Orton) E. Ludw. 2007
- Entoloma paludicola (P.D. Orton) Romagn. 1987
- Omphaliopsis paludicola (P.D. Orton) P.D. Orton 1991
- Rhodophyllus caccabus Kühner 1954[2].

## Morfologia
Kapelusz
Średnica 10–30(-40) mm, wypukły do wklęsłego, z zagłębionym lub pępkowatym środkiem, z brzegiem początkowo podwiniętym, później odgiętym do góry, przy brzegu pofałdowany, nieco higrofaniczny; w stanie wilgotnym prześwitująco prążkowany tylko na brzegu, ciemnoczerwonobrązowy, daktylowobrązowy lub sepia, bledszy ku brzegowi, w stanie suchym jaśniejszy, gładki, nagi, błyszczący.
Blaszki
Od 20 do 30, l = 1–7, umiarkowanie gęste, wykrojone, brzuchate, początkowo bladobrązowe, potem różowe, w końcu brązoworóżowe. Ostrza całe, tej samej barwy.
Trzon
Wysokość 10–50 mm, grubość 1–4 mm, cylindryczny lub spłaszczony, prosty lub wygięty, czasem rozszerzony ku podstawie. Powierzchnia żółtobrązowa do szarobrązowej, jaśniejszy u podstawy, zwykle wyraźnie jaśniejsza od kapelusza, czasem prawie biała na całej długości, naga, gładka.
Miąższ
Pod skórką tej samej barwy co powierzchnia, w środku jaśniejszy. Zapach wyraźnie mączny, cuchnący. Smak nieprzyjemny, zjełczały.
Cechy mikroskopowe
Podstawki 4-zarodnikowe ze sprzążkami. Zarodniki 8–12 × 6,5–8,5(–9,0) µm, Q= 1,1–1,5, w widoku z boku 5–7–kątne, o raczej ostrych kątach, stosunkowo grubościenne. Krawędź blaszek płodna. Brak cystyd. Strzępki w skórce typu cutis lub ixocutis, cylindryczne, promieniście ułożone, o szerokości 7–15 µm, czasem z maczugowatymi elementami końcowymi o szerokości do 25 µm. Pigment w skórce i górnej części tramy brązowy. Sprzążki obfite we wszystkich częściach grzyba.

## Występowanie i siedlisko
Podano występowanie Entoloma caccabus w Europie, azjatyckich terenach Rosji, w Chinach i na Nowej Zelandii. Najwięcej stanowisk podano w Europie. Na nizinach nie jest tu rzadki. Brak go w wykazie wielkoowocnikowych grzybów podstawkowych Polski Władysława Wojewody z 2003 r., w Polsce po raz pierwszy znaleziono go w Parku Pałacowym Białowieskiego Parku Narodowego w 2018 r. Znaleziono go również w Puszczy Knyszyńskiej.
Grzyb naziemny. Występuje na próchnicznych glebach w wilgotnych lasach liściastych z olszą (Alnus), jesionem (Fraxinus), wierzbą (Salix) i innymi. W Polsce znaleziony w grądzie.